# 케갈레구

케갈레 구

케갈레구(싱할라어: කෑගල්ල දිස්ත්‍රික්කය, 타밀어: கேகாலை மாவட்டம்)는 스리랑카를 구성하는 25개 구 가운데 하나로 행정 중심지는 케갈레이며 면적은 1,693km2, 인구는 837,179명(2012년 기준)이다. 행정 구역상으로는 사바라가무와 주에 속한다.